# Remo Gaibazzi
Remo Gaibazzi (Stagno di Roccabianca, 29 dicembre 1915 – Parma, 25 luglio 1994) è stato un pittore italiano.

## Biografia
Remo Gaibazzi, di origine contadina, visse nella giovinezza nella provincia parmense, a Stagno di Roccabianca dove nacque, poi a Collecchio e a Eia di S. Pancrazio. Frequentò l'Istituto magistrale senza diplomarsi. Si trasferì a Parma, insieme alla famiglia, nel 1937.
Aveva già intrapreso la carriera di disegnatore, in particolare di caricaturista. I primi disegni su numeri unici satirico-umoristici e su riviste risalgono al 1935. Collaborò con i giornali umoristici diretti da Giovannino Guareschi e con il quotidiano locale, La Gazzetta di Parma.
In servizio militare nel 1937-38, fu richiamato nel 1941 e inviato in Albania e in Grecia. Qui fu fatto prigioniero dei tedeschi dal 12 settembre 1943 al 6 marzo 1945. Dopo la guerra, oltre a continuare con le caricature, concentrò il suo lavoro sulla descrizione di stampo neorealistico e sulla denuncia sociale della realtà urbana degradata e della sua popolazione emarginata. Disegnò per il quotidiano Paese Sera. Chiamato a Milano al Corriere della Sera, rifiutò per rimanere a Parma.
(Giorgio Torelli, Il buco della Giacoma, Silva, 1972)
Nel 1955 tenne la sua prima mostra personale, disegni a china in bianco e nero. Intorno a quella data iniziò anche l'attività di pittore. La sua ricerca procedette comunque sul doppio binario di disegni dedicati alla figura umana, attenti anche alla Nuova oggettività tedesca, e di paesaggi urbani che insistono su grandi emergenze architettoniche.
Un'altra mostra personale, nel 1966, segna un'ulteriore svolta nell'evoluzione stilistica e concettuale dell'artista. Gaibazzi si avvicina alla neoavanguardia (esposizione alla galleria Il Portico, a Reggio Emilia).
(Arturo Carlo Quintavalle, La città di Gaibazzi, p.11)
I suoi riferimenti culturali diventano il critico tedesco Walter Benjamin, lo statunitense Herbert Marcuse, la Pop art di Andy Warhol. Comincia a utilizzare nelle sue opere di grandi dimensioni i colori acrilici. Ed è uno dei protagonisti del dibattito politico e culturale della città.
Nel 1970 l'Istituto di Storia dell'Arte dell'Università di Parma ospita una sua mostra nel Salone dei Contrafforti, in Pilotta.

Nella successiva mostra del marzo 1974 (Galleria della Rocchetta) la ricerca su spazio, composizione e colore si esprime nella ripetizione di una stessa immagine in un solo quadro e in diversi dipinti di vario formato.
(Andrea Calzolari, marzo 1974)
Gaibazzi approfondisce le teorie del gruppo di Tel Quel, fondato da Philippe Sollers nel 1960, e del movimento artistico di riferimento, Supports/Surfaces, dei filosofi francesi Gilles Deleuze e Louis Althusser. Nascono così opere che affrontano il rapporto tra il supporto e la superficie, la sua materialità. Tra il 10 e il 18 aprile del 1976 il pittore espone in due mostre contemporanee (‘'Superficie'’, alla Galleria A; ‘'Diritto e rovescio'’, alla Galleria Lamanuense) opere costituite da fogli di carta ricoperti di grafite, così da far risaltare la grana della carta stessa e le tracce incise sul rovescio con la punta del compasso o con una lametta; fogli di carta appesi a un filo d'acciaio, così che se ne possa vedere il diritto e il rovescio, lievemente incisi con una punta.
E poi, in un'evoluzione continua del suo pensiero, il lavoro dell'artista come scrittura e valore (scrivere come dipingere, dipingere come lavorare, lavorare come scrivere) (1979, le mostre del 1990 e 1993 alla galleria Mazzocchi  di Parma).
(Remo Gaibazzi, 1986. Da La Gazzetta di Parma, articolo di Mirca Coruzzi)
Remo Gaibazzi morì a Parma il 25 luglio 1994  e fu sepolto nel cimitero di Viarolo (PR).

## Opere e mostre
| Periodo      | Opere                          |
| ------------ | ------------------------------ |
| 1935-1953 ca | La grafica                     |
| 1955-1961 ca | I primi disegni                |
| 1962-1965 ca | I disegni del secondo periodo  |
| 1966         | Le tele emulsionate            |
| 1967-1973 ca | La prima fase degli acrilici   |
| 1973-1975 ca | La seconda fase degli acrilici |
| 1976-1994    | Le scritture                   |

| Anno | Mostra                                                             |
| ---- | ------------------------------------------------------------------ |
| 1935 | Parma, p.za Garibaldi esposizione di caricature                    |
| 1955 | 8-15 giugno, Parma                                                 |
| 1957 | 13-22 febbraio, Parma Galleria del Teatro                          |
| 1958 | 12-22 marzo, Bologna, Galleria del Circolo di Cultura              |
| 1959 | Parma                                                              |
| 1960 | 15-27 maggio, Firenze, Nuova Corrente, 3 Realisti emiliani         |
| 1961 | Modena                                                             |
| 1962 | Parma                                                              |
| 1963 | Modena                                                             |
| 1963 | 30 novembre 12 dicembre, Parma, Galleria della Steccata            |
| 1965 | 1-15 aprile, Reggio Emilia, Galleria d'arte Il Portico             |
| 1966 | 16-29 aprile, Parma, La Ruota, Il nuovo fruitore                   |
| 1967 | dicembre, Parma                                                    |
| 1970 | dicembre – 1971 gennaio, Parma, Contrafforti                       |
| 1974 | 9-24 marzo, Parma, La Rocchetta                                    |
| 1976 | 10-28 aprile, Galleria Lamanuense e Galleria A, Diritto e Rovescio |
| 1986 | 20 sett-30 ottobre, Galleria Mazzocchi                             |
| 1990 | 7 aprile-20 maggio, Galleria Mazzocchi                             |

### Mostre postume
- 1996, Remo Gaibazzi quello sguardo sulla città - Salone delle Scuderie in Pilotta - Parma 15/12/1996 - 15/02/1997, mostra organizzata dal Centro Studi e Archivio della Comunicazione (CSAC) dell'Università di Parma.
- 2002, La città di Gaibazzi 1935-1974- Palazzo Pigorini - Parma 14/12/2002 - 16/02/2003, organizzata dall'Associazione Remo Gaibazzi [6]
- 2006, Remo Gaibazzi 1974-1978. Il grado zero della pittura, realizzata dalla Provincia di Parma con l'Associazione Remo Gaibazzi, oltre 170 opere dell'artista, alla Galleria d'Arte Niccoli e all'Associazione Remo Gaibazzi (ex Galleria Mazzocchi)[7]